# Ricardo Kishna
Ricardo Kishna (ur. 4 stycznia 1995 w Hadze) – holenderski piłkarz występujący na pozycji napastnika w ADO Den Haag, do którego jest wypożyczony z S.S. Lazio.